# Besa-Maschinengewehr
Das Besa war ein schweres Maschinengewehr, das die British Army im Zweiten Weltkrieg einsetzte.

## Geschichte
Das Besa-MG wurde in der Tschechoslowakei entwickelt. Großbritannien vereinbarte mit der Zbrojovka Brno den Lizenznachbau zweier Waffen. Das war zum einen das leichte MG Bren, zum anderen ein schweres MG, das dem tschechischen ZB vz. 37 entsprach. BESA leitet sich von der gesprochenen Abkürzung BSA des Herstellers Birmingham Small Arms Company ab. Während das leichte Bren auf die britische Ordonnanzpatrone .303 British umgerüstet werden konnte, gelang dies beim Besa nicht. Dazu hätten die Munitionsgurte und der Lademechanismus auf die britische Randpatrone umgerüstet werden müssen. Das ursprüngliche Kaliber 7,92-mm-Mauser mit seiner randlosen Hülse musste daher beibehalten werden. Diese Patrone war Standardmunition der tschechoslowakischen Armee, aber auch die der deutschen Wehrmacht. Um den Munitionsnachschub für diese Waffe zu gewährleisten, wurde eigens dafür in Großbritannien eine Fabrik gebaut. Um die logistischen Probleme zu begrenzen, wurde das Besa nur an die Panzertruppe ausgegeben, jedoch nicht an die Infanterie. Insgesamt wurden etwa 60.000 Exemplare hergestellt.

## Technik

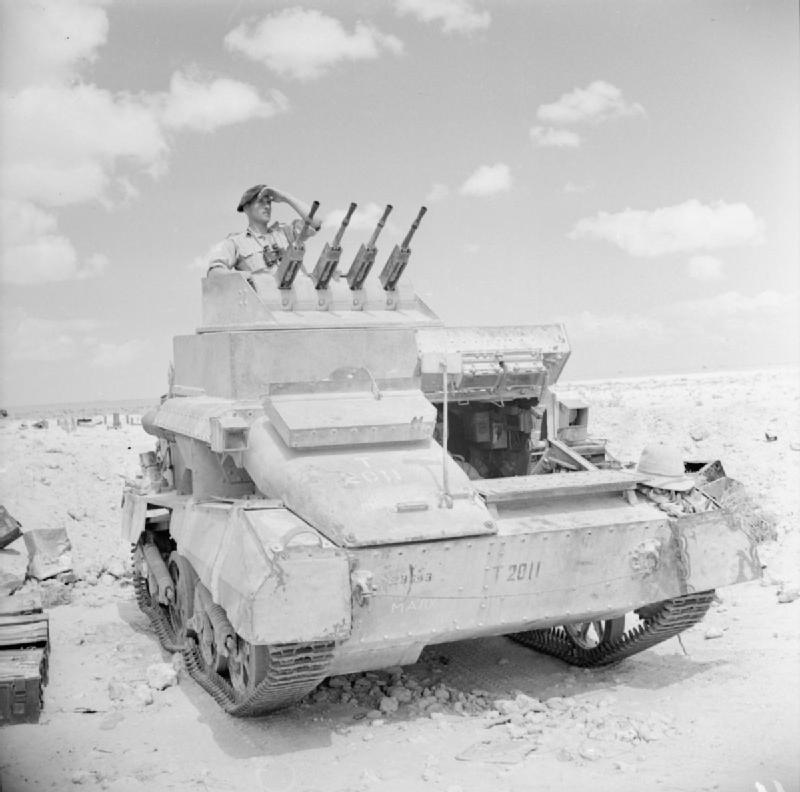
Vickers Light Tank AA MkI mit vier MGs

Das Besa-MG ist ein Gasdrucklader. Im Gegensatz zu anderen Waffen dieser Bauart ist der Lauf nicht starr angebracht, sondern gleitet nach dem Schuss etwas zurück. Die darauf folgende Vorwärtsbewegung des Laufes wird mit dem Auslösen des nächsten Schusses so synchronisiert, dass sich die Kräfte jeweils etwa aufheben. Dadurch ist der Rückstoß vergleichsweise gering; die Waffe ist somit gut beherrschbar und präzise.
Darüber hinaus existiert noch ein überschweres MG im Kaliber 15 mm, das ebenfalls als Besa bezeichnet wird. Die Patrone war im Kaliber 15 × 104 mm. Technisch ist es der 7,92-mm-Version recht ähnlich, jedoch ist die 15-mm-Variante mehr als 2 Meter lang und wiegt mit 57 kg fast das Dreifache.